# Федан Всеволод Іванович
Всеволод Іванович Федан (нар. 6 квітня 1930, селище Солоне, тепер Солонянського району Дніпропетровської області) — український радянський і партійний діяч, завідувач сільськогосподарського відділу ЦК КПУ, міністр радгоспів УРСР. Член ЦК КПУ в 1971—1976 рр. Депутат Верховної Ради УРСР 8–9-го скликань. Кандидат технічних наук.

## Біографія
Народився в родині ученого-агронома.
Навчався в середніх школах селищ Василівка, Розівка Запорізької області. У 1947 році закінчив 9 класів Розівської середньої школи № 1. У 1947—1948 роках навчався на підготовчому відділенні Мелітопольського інституту механізації сільського господарства.
У 1948—1953 роках — студент Мелітопольського інституту механізації сільського господарства.
Член КПРС з 1953 року.
У 1953 — грудні 1955 року — інженер-механік, завідувач ремонтних майстерень, головний інженер, секретар партійної організації Геленківської машинно-тракторної станції (МТС) Козівського району Тернопільської області.
У грудні 1955—1958 року — директор Колодіївської МТС Скалатського району Тернопільської області.
У 1958—1959 роках — директор Скалатської ремонтно-технічної станції (РТС) Тернопільської області.
У 1959—1962 роках — голова виконавчого комітету Вишнівецької районної ради депутатів трудящих Тернопільської області. У 1962 році — 1-й секретар Вишнівецького районного комітету КПУ Тернопільської області.
У 1962—1963 роках — начальник Збаразького виробничого колгоспно-радгоспного управління Тернопільської області.
У 1963—1970 роках — заступник завідувача відділу механізації, електрифікації й сільського будівництва ЦК КПУ; заступник завідувача сільськогосподарського відділу ЦК КПУ.
У 1970 — квітні 1975 року — завідувач сільськогосподарського відділу ЦК КПУ.
19 квітня — 4 липня 1975 року — міністр радгоспів Української РСР.
У червні 1975 — березні 1978 року — голова Запорізького обласного об'єднання «Сільгосптехніка».
У 1978—1983 роках — начальник Управління відновлення зношених деталей Всесоюзного об'єднання «Сільгосптехніка» у Москві. У 1983—1992 роках — начальник Головного управління ремонту Державного комітету СРСР з виробничо-технічного забезпечення сільського господарства, Держагропрому СРСР.
З 1992 року — на пенсії. Керував акціонерними товариствами «Солнцево-Кубань», «Фаграмашавтотрактор», спільним російсько-українським підприємством «Таврія Інвест» у Москві.
Потім переїхав у Київ. Працював заступником генерального директора Української Асоціації аграрних інженерів.

## Нагороди
- орден Леніна
- чотири ордени Трудового Червоного Прапора (1956,)
- ордени
- медалі